# Mistral Air
Poste Air Cargo is een Italiaanse luchtvaartmaatschappij met haar hoofdkwartier op de luchthaven van Rome. Hiernaast heeft Mistral Air ook nog een hub op de luchthaven van Bologna. De luchtvaartmaatschappij voert vrachtvluchten uit voor TNT NV en Poste Italiane.
Naast vrachtvluchten voert Mistral Air ook passagiersvluchten uit voor het Vaticaan. De luchtvaartmaatschappij vervoert pelgrims tussen verschillende heilige plaatsen.

## Geschiedenis
Mistral Air werd opgericht in 1981 door Bud Spencer en was volledig eigendom van TNT NV. De activiteiten van Mistral Air werden gestart in 1984.
In maart 2002 verkocht TNT 75% van zijn aandelen in Mistral Air aan Poste Italiane.
In de zomer van 2010 voerde Mistral Air uitzonderlijk ook chartervluchten uit tussen het Ierse Cork en het Italiaanse Verona voor de Ierse touroperator Topflight.

## Vloot
Op 26 juli 2016 bestond de vloot van Mistral Air uit de volgende toestellen:
- 5 ATR 72
- 2 Boeing 737-300QC
- 1 Boeing 737-400QC